# Pultenaea drummondii
Pultenaea drummondii är en ärtväxtart som beskrevs av Meissner. Pultenaea drummondii ingår i släktet Pultenaea och familjen ärtväxter. Inga underarter finns listade i Catalogue of Life.